# 스리랑카 육군
스리랑카 육군(싱할라어: ශ්‍රී ලංකා යුද්ධ හමුදාව, 타밀어: இலங்கை இராணுவம்)은 스리랑카군 중 가장 오래되고 가장 큰 군대이다. 1949년 실론 군대로 설립되었으며, 1972년 스리랑카가 공화국이 되면서 이름이 바뀌었다. 2010년 육군에는 약 200,000명의 정규 인력이 있었고, 20,000~40,000명의 예비군(자원봉사자)과 18,000명의 주 방위군으로 구성되어 있으며, 13개 사단, 항공 기동 여단, 특공대 여단 1개, 특수 부대 1개, 독립 장갑 여단 1개, 기계화 보병 여단 3개, 40개 이상의 보병 여단으로 구성되어 있다.
육군 본부는 스리자야와르데네푸라코테에 위치해 있다. 육군 사령관은 군대를 지휘하는 군대에서 가장 높은 임명이며 육군 참모총장과 육군 참모차장의 도움을 받는다. 스리랑카군의 총사령관은 국방부를 통해 국가안전보장회의를 이끄는 대통령으로, 국방 정책과 군대를 위한 조달을 수립하고 실행하는 임무를 맡고 있다.

## 역사

### 현대 스리랑카
제2차 세계 대전이 끝나갈 무렵, 전쟁 동안 규모가 커졌던 실론 방위군(CDF)이 해체되기 시작했다. 1948년 스리랑카는 영국으로부터 독립하여 영연방 내의 자치령이 되었고, 1년 전 실론은 1947년 양자간 영-실론 방위 협정을 체결했다. 이는 1949년 4월 11일, 의회에 의해 통과된 육군법 제17호에 의해 1949년 10월 10일, 관보 특설 제10028호에 공식화되었으며, 후에 해체된 CDF의 계승자가 되는 정규군과 자원군으로 구성된 실론 군대의 창설을 기념했다. 따라서 1949년 10월 10일은 실론 군대가 창설된 날로 간주되고, 그러한 10월 10일은 매년 아미 데이로 기념된다. 케이스네스 백작 제임스 싱클레어 준장은 실론 군대의 사령관으로 임명되었다. 1947년 방위 협정은 외국의 힘에 의해 공격을 받을 경우 영국이 실론을 원조하기 위해 올 것이라는 보장을 제공했고, 국가의 군대를 건설하기 위해 영국의 군사 고문을 제공했다. 11월에, 실론 육군 근위병이 영국 육군의 근위대로부터 에셜론 막사의 임무를 인계받는다.

## 배포

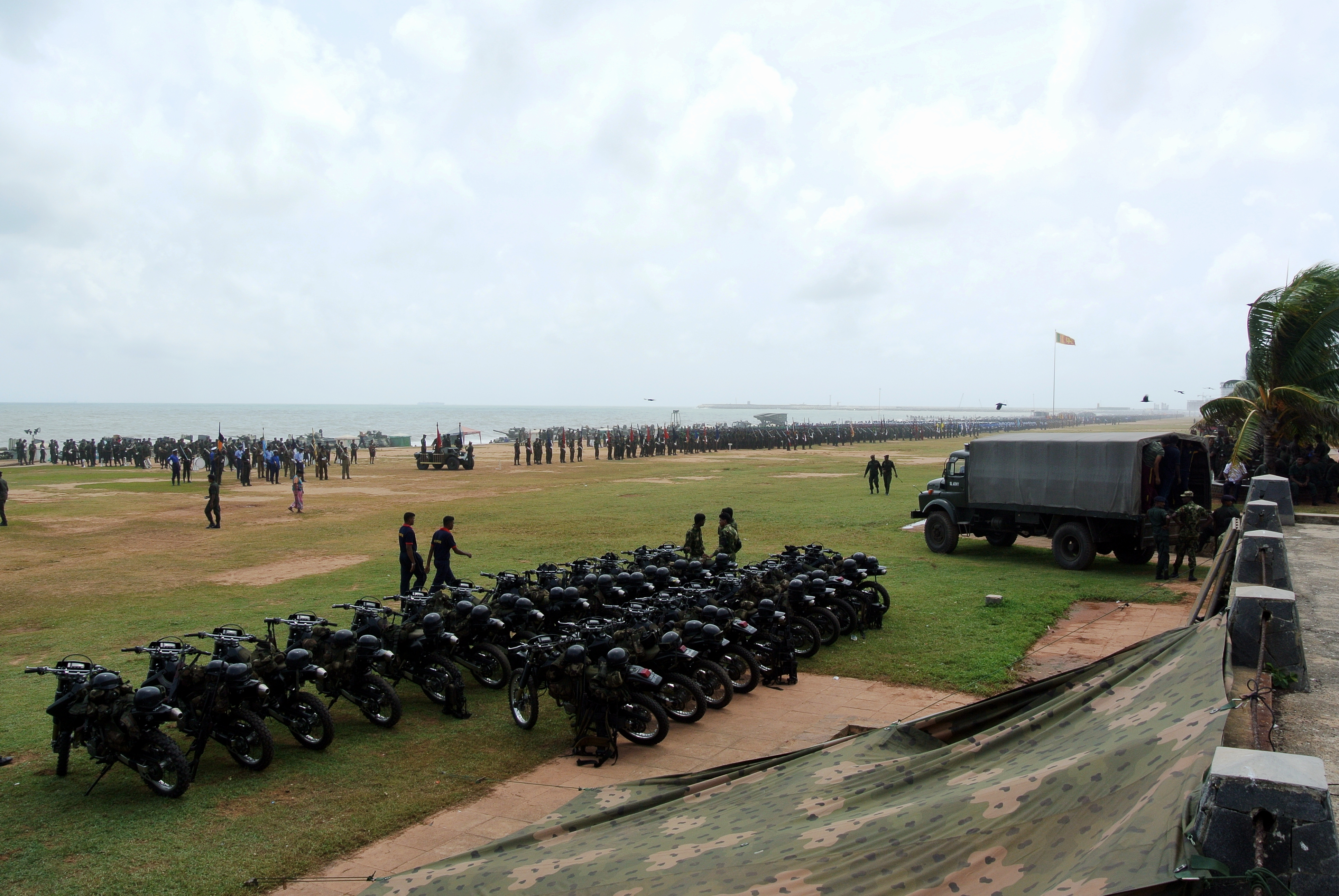
콜롬보의 갈 페이스 그린에 있는 군대 모임

현재 스리랑카 육군의 대부분은 국내 방어 및 전투에 배치되어 있으며, 외국군의 경우에도 상당한 규모의 배치를 유지하고 있다.

### 국내
스리랑카 내전으로 인해 군대는 1980년대부터 지속적으로 동원(예비군 포함) 상태에 있었다. 군대의 대부분은 6개의 작전 본부와 2개의 독립 사단 및 여러 개의 독립 여단 산하의 14개 사단을 포함하는 북부 및 동부 지방에 배치되었다. 군대는 또한 수도 방어를 위한 사단을 포함한 내부 보안을 위해 섬의 다른 부분에 기반을 두고 있다.

## 조직 구조
전문적인 육군 사령관은 육군의 사령관이다. 그는 스리랑카 육군의 참모총장과 부참모총장의 도움을 받는다. 자원봉사대 사령관은 육군 자원봉사대의 사령관이며 모든 예비군 부대와 개인의 행정과 모집을 담당한다. 스리자야와르데네푸라코테의 국방본부 단지에 있는 육군본부는 스리랑카 육군의 주요 행정 및 작전 본부이다.